# Paleoantropologie

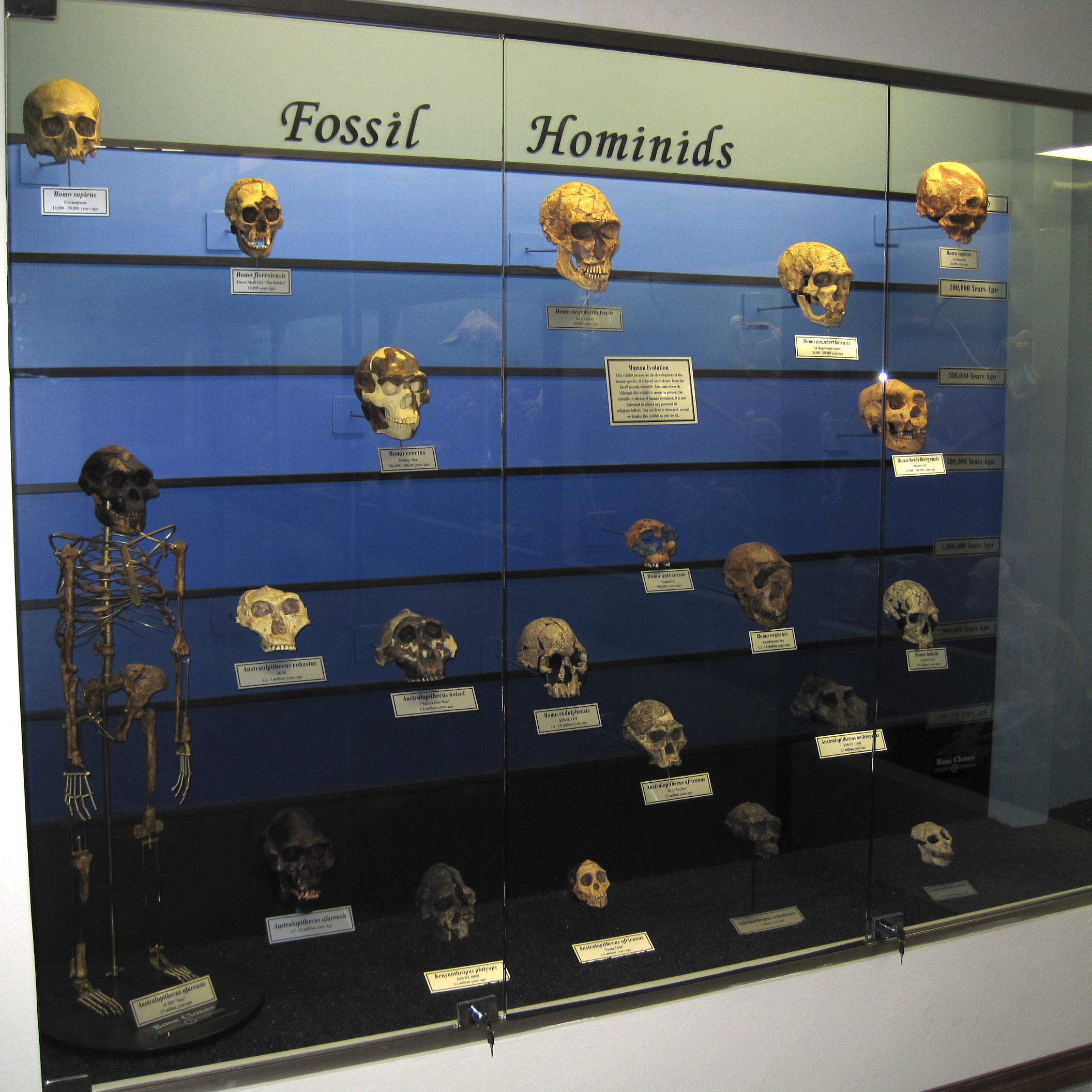
Výstava lebek fosilních hominidů v Muzeu osteologie

Paleoantropologie (v překladu "věda/nauka o pravěkém člověku") je vědeckou disciplínou, spadající pod paleontologii a biologickou antropologii. Zkoumá zejména postupný vývoj anatomických a fyziologických znaků, typických pro moderního člověka (hominizaci). Základem výzkumu je analýza kosterních ostatků dávných hominidů, v moderní době doplněná též podrobným laboratorním rozborem jejich DNA. Ačkoliv se nejranější počátky této vědy dají klást již do druhé poloviny 18. století, kdy byly zachyceny první pozůstatky lidských předků, jako skutečný vědní obor se paleoantropologie profiluje až od konce 19. století, a to zejména díky postupnému uznání evoluční teorie a přibývajícím objevům časných fosilních homininů. Mezi slavné osobnosti v dějinách paleoantropologie patří například Raymond Dart, Eugène Dubois, Louis Leakey a mnozí další.